# 韓翃
韓翃（？—？），字君平，南陽人，唐朝詩人，大曆十才子之一。其诗尤以《寒食》一诗广为流传。

## 生平
韩翃生年不详。天寶十三載（754年），进士及第。中进士后，韩翃居于长安，是否有授官职不详。肅宗寶應元年（762年）侯希逸为淄青节度使后不久，韩翃进其幕府从事，官衔为检校员外郎（传奇小说《柳氏传》称为金部检校员外郎）。唐代宗永泰元年（765年）七月，侯希逸为其部将所逐，韩翃跟随侯希逸还长安。
安史之乱爆发后，唐朝政局动荡，韩翃的仕途受到了严重影响，闲居多年。唐代宗大历九年（774年）至十一年（776年）间，韩翃在汴宋节度留后田神玉幕中任职。田神玉死后,汴州发生战乱，战乱平定后，李忠臣为汴州刺史，韩翃续留在汴州的李忠臣幕中。后李勉移治汴州，韩翃又为李勉的幕吏。
唐德宗建中初年（785年左右），韩翃被德宗升任驾部郎中、知制诰，后官至中书舍人。孟棨《本事诗》记载当时唐德宗親自點名韩翃為中書舍人，並因當時有兩個韓翃，特為批示指明是詠“春城無處不飛花”的韓翃（“春城無處不飛花”出自韓翃的《寒食》一詩）。
韩翃具体去世年份不详，可能是在贞元初期去世。

## 文学成就
唐朝高仲武在《中兴间气集》中评价韩翃的诗“如芙蓉出水”，并称其作品“一篇一咏，朝士珍之”。
韩翃的诗在《全唐诗》收有三卷。

## 与柳氏的爱情故事
韩翃的爱情故事在唐代的传奇小说《柳氏传》中有详细记载，后被广为传颂。《柳氏传》记载，韩翃在天宝年间与富家子李生结交，李生将家中歌姬柳氏赠予韩翃。安史之乱爆发后，柳氏为避乱而寄身法灵寺。韩翃在此期间被淄青节度使侯希逸表荐为幕府僚佐，期间寻找柳氏。
柳氏被蕃将沙吒利的所劫，韩翃虽屡次试图寻回她，但未果。最终，在友人许俊的帮助下，韩翃成功救回柳氏。